# ديبي أبلغيت
ديبي أبلغيت (بالإنجليزية: Debby Applegate)‏ هي مؤرخة وكاتبة سيرة ذاتية أمريكية. وهي مؤلفة كتاب «سيدتي: سيرة بولي أدلر»، وكتاب «أيقونة عصر الجاز والرجل الأكثر شهرة في أمريكا: سيرة هنري وارد بيتشر»، الذي فازت عنه بجائزة بوليتزر لعام 2007 عن فئة السيرة الذاتية.
ولدت أبلغيت في يوجين في ولاية أوريغون، والتحقت بكلية أميرست كطالبة جامعية، حيث بدأت افتتانا دام عقدين من الزمن بالخريج الشهير هنري وارد بيتشر، وهو وزير من القرن التاسع عشر من دعاة إلغاء العبودية، والذي كان فيما بعد موضوع فضيحة جنسية تم نشرها على نطاق واسع. جعلته بيتشر موضوع أطروحتها في الدراسات الأمريكية في جامعة ييل، حيث حصلت على درجة الدكتوراة. بعد عدة سنوات أخرى من البحث، نشرت أبلغيت كتاب «الرجل الأكثر شهرة في أمريكا»، والذي أشاد به النقاد وحصل على جائزة بوليتزر. أما كتابها الثاني، «سيدتي: سيرة بولي أدلر»، أيقونة عصر الجاز، وهو سرد لحياة وأوقات حارسة بيوت الدعارة سيئة السمعة في مانهاتن بولي أدلر، فقد نشرته في نوفمبر 2021 بعد ثلاثة عشر عاما من البحث المكثف.

## سيرة ذاتية
ولدت أبلغيت في يوجين في ولاية أوريغون، ونشأت في كلاكاماس بولاية أوريغون، وتخرجت من مدرسة كلاكاماس الثانوية. ترعرعت في ما وصفته بأنه «بيئة دينية غير عادية»: أصبحت والدتها، من عائلة مورمونية، وزيرة للفكر الجديد، بينما كان والدها كاثوليكيا أيرلنديا. تخرجت بامتياز مع مرتبة الشرف من كلية أميرست في عام 1989 وكانت زميلة ستيرلينغ في جامعة ييل، حيث حصلت على درجة الدكتوراة في الدراسات الأمريكية.
قامت أبلغيت بالتدريس في جامعة ييل وجامعة ويسليان وكلية ماريماونت مانهاتن. ظهرت مساهماتها في مجلة التاريخ الأمريكي وصحيفة نيويورك تايمز.
وكانت أبلغيت عضوا مؤسسا في المنظمة الدولية لكتاب السير الذاتية (BIO)، وشغلت منصب الرئيس المؤقت الأولي لها في عام 2009. وهي تشغل حاليا منصب رئيس اللجنة الاستشارية للـ BIO. وهي متزوجة من بروس تولجان، وهو كاتب أعمال من بين كتبه: كتاب «من الجيد أن تكون الرئيس». كانا يعيشان في نيو هفن، كونيتيكت.

## أعمالها

### الرجل الأكثر شهرة في أمريكا
بصفتها طالبة جامعية عاملة في كلية أميرست، تم تكليف آبلغيت بتجميع معرض عن أحد الخريجين المشهورين، فاختيار هنري وارد بيتشر، وهو وزير من القرن التاسع عشر معروف بوعظه الداعي إلى إلغاء عقوبة الإعدام وفضائحه الجنسية التي تم نشرها على نطاق واسع. وصفته آبلغيت بأنه «على عكس أي شخصية دينية رأيتها في حياتي، لقد أحببت حسه الفكاهي الحديث للغاية، وعدم احترامه، ونهجه المسكوني البهيج للدين والحياة بشكل عام». بعد التخرج، وقعت أبلغيت عقد نشر لكتابة سيرة ذاتية له مع دار بيشر.

#### الاستقبال
تم بيع كتاب الرجل الأكثر شهرة في أمريكا بشكل جيد وأشاد به النقاد. اختارته الإذاعة الوطنية العامة (NPR) كواحد من أفضل الكتب غير الخيالية لهذا العام، مشيرة إلى أن الكتاب «يقنع القراء بحقيقة هذا العنوان الباذخ». وصفتها مراجعات كركوس بأنها «سيرة ذاتية مكتوبة بشكل جميل للواعظ الأمريكي الأكثر شهرة... سرد شامل ومدروس بشكل استثنائي لمهنة مذهلة ساعدت في تشكيل وعكس الانشغالات الوطنية قبل وأثناء وبعد الحرب الأهلية».

### سيدتي: سيرة بولي أدلر، أيقونة عصر الجاز
الكتاب الثاني لأبلغيت هو سيرة ذاتية لبولي أدلر، حارسة بيت دعارة سيئة السمعة في مدينة نيويورك، حارسة بيوت الدعارة سيئة السمعة في مدينة نيويورك في عصر الحظر والتي أصبحت مذكراتها عام 1953 "المنزل ليس موطنًا" من أكثر الكتب مبيعا في نيويورك تايمز وفيلم عام 1963 من بطولة شيلي وينترز. جاء قرار كتابة الكتاب بعد عام من البحث في التاريخ الثقافي لمدينة نيويورك في عشرينيات القرن الماضي، حيث اكتشفت أبلغيت مذكرات أدلر وفتنت بها. كتبت أبلغيت في مقال يكرم الذكرى المئوية لجوائز بوليتسر: "أثناء تنزهي ببراءة في أكوام المكتبة، عثرت على شخصية أمريكية ساحرة أخرى - كانت سيدة سيئة السمعة ولكنها منسية الآن تدعى بولي أدلر''.